# Schleife (Saxònia)
Schleife (alt sòrab: Slepo) és un municipi alemany que pertany a l'estat de Saxònia. Està situat a la part nord del districte, prop de la frontera amb Brandenburg. Es troba a 10 km al nord-oest de Weißwasser i 13 km a l'est de la zona metropolitana de Spremberg. Limita amb Groß Düben a l'est, Trebendorf al sud, Spreetal a l'oest i Spremberg al nord. Comprèn els llogarets de Mulkwitz (Mułkecy) i Rohne (Rowne).

## Població
Schleife es troba en el territori habitat pels sòrabs i s'hi parla el dialecte més petit de l'alt sòrab, el parlar de Slepo, que és usat a Schleife i a set viles properes de l'antiga parròquia de Schleife: 
| Nom alemany | Nom sòrab | Municipi   |
| ----------- | --------- | ---------- |
| Groß Düben  | Dźewin    | Groß Düben |
| Halbendorf  | Brězowka  | Groß Düben |
| Lieskau     | Lěsk      | Spremberg  |
| Mühlrose    | Miłoraz   | Trebendorf |
| Mulkwitz    | Mułkecy   | Schleife   |
| Rohne       | Rowne     | Schleife   |
| Schleife    | Slepo     | Schleife   |
| Trebendorf  | Trjebin   | Trebendorf |

Avui en dia és utilitzat només per una petita fracció dels seus habitants, però hi ha esforços per a restablir-la com a segona llengua materna. L'idioma s'ensenya en una de les escoles bressol (projecte Witaj) i a l'escola local. S'hi celebren les velles tradicions eslaves i festivals organitzades per la Sorbisches Folkloreensemble Schleife. Al municipi hi ha un museu dels sòrabs.